# Просторівська сільська рада (Чернігівський район)
| Просторівська сільська рада — орган місцевого самоврядування у Чернігівському районі Запорізької області з адміністративним центром у с. Просторе. Дата утворення: 1924 рік. По території, підпорядкованій даній сільській раді, протікають ріки Юшанли, Курошани. Сільській раді підпорядковані населені пункти: - с. Просторе - с. Квіткове - с. Довге - с. Розівка |

## Склад ради
Рада складається з 14 депутатів та голови. Партійний склад: Самовисування — 13, Наш край — 1.

### Керівний склад ради
| ПІБ                          | Основні відомості                                                               | Дата обрання | Дата звільнення |
| ---------------------------- | ------------------------------------------------------------------------------- | ------------ | --------------- |
| Токмань Тарас Григорович     | Сільський голова, 1960 року народження, безпартійний                            | 26.03.2006   | 31.10.2010      |
| Хоменко Володимир Вікторович | Сільський голова, 1963 року народження, освіта вища, член Партії регіонів       | 31.10.2010   | 25.10.2015      |
| Мигован Оксана Іванівна      | Сільський голова, 1977 року народження, освіта середня спеціальна, позапартійна | 25.10.2015   |                 |

Примітка: таблиця складена за даними джерела